# Dariusz Szwed

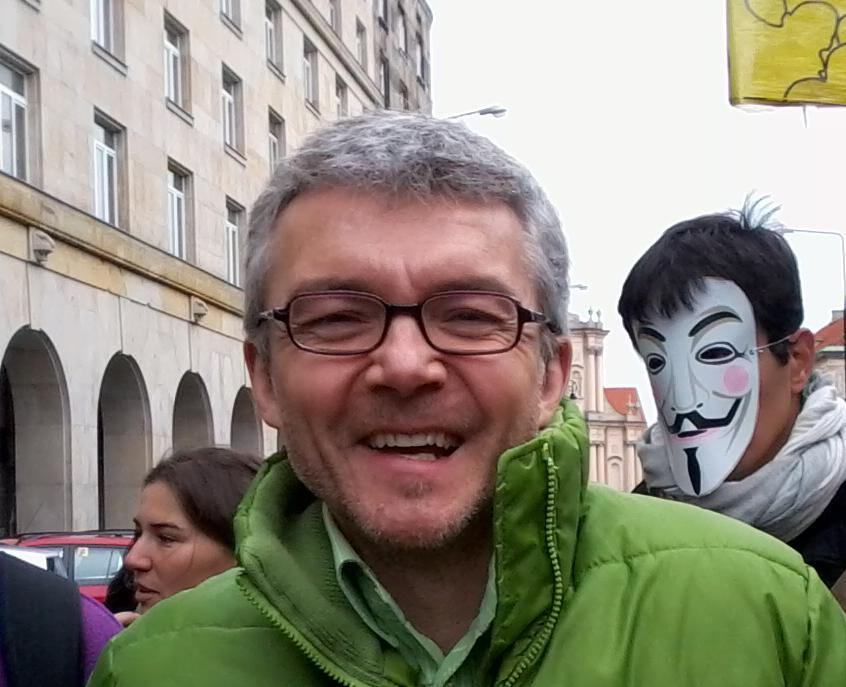
Dariusz Szwed, 2011

Dariusz Szwed (* 25. April 1967 in Krakau) ist ein polnischer Politiker, sozialer Aktivist, Wirtschaftswissenschaftler sowie einer der Gründer und von 2004 bis 2011 einer der Vorsitzenden der politischen grünen Partei Zieloni 2004 (zusammen mit der Ko-Vorsitzenden Małgorzata Tkacz-Janik). Er kandidiert in den Parlamentswahlen als Nummer 1 auf der Liste vom Bund der Demokratischen Linken in Chrzanów.
Szwed ist Absolvent der Wirtschaftsuniversität Krakau (Außenwirtschaftstheorie) und der Universität Warschau (Aufbaustudiengang – wirtschaftliche Grundlagen der Umweltpolitik) und Mitarbeiter in der Fraktion der Grünen/Europäische Freie Allianz im Europäischen Parlament. 2004 war er Delegierter der Grünen in der Europäischen Grünen Partei. Er ist Mitglied der Europäischen Vereinigung der Wirtschaftswissenschaftler für die Umwelt und die natürlichen Ressourcen und Mitgründer und Vorsitzender des Programmausschusses des Rates des Grünen Instituts.

## Öffentliche Aktivitäten
Dariusz Szwed arbeitete als Berater im Bereich der nachhaltigen Entwicklung für viele Institutionen und Organisationen wie die Weltbank, das Zentrum für Umweltrecht, Greenpeace, das Institut für die nachhaltige Entwicklung, Milieukontakt Ost-Europa, die Nordallianz „Environment and Development“, die Organisation für wirtschaftliche Zusammenarbeit und Entwicklung, das Regional Environmental Center, die International Union for Conservation of Nature and Natural Resources (internationale Union für die Bewahrung der Natur und natürlicher Ressourcen) und den WWF.
Am Anfang der 1990er Jahre war er in der Grünen Föderation in Krakau tätig. Er organisierte Proteste gegen Atomtests, unter anderem auf Mururoa im Pazifik. In den Jahren 1996–1997 koordinierte er die europäische Kampagne „Menü für das nächste Jahrtausend“, um nachhaltige landwirtschaftliche Entwicklung, fairer Handel und ökologische Landwirtschaft zu fördern. Infolge dieser Kampagne wurden wichtige Regelungen zum Schutz der Verbraucher und der Umwelt gegen gentechnisch veränderten Organismen in das polnische Recht eingeführt.
In den Jahren 2000–2002 war Szwed externer Experte des Ministeriums für die Umwelt im Bereich Zugang zu Informationen und Beteiligung der Öffentlichkeit bei Entscheidungen. In der Wahlperiode 1999–2004 war er Berater der Grünen-Fraktion im Europäischen Parlament für die Beitrittsländer. Bis November 2007 moderierte er zusammen mit Cezary Łasiczka das Programm „Politische Ökologie“ im Rundfunk Tok FM.

## Politische Aktivitäten und Ansichten
Seit 2004 war Dariusz Szwed Kovorsitzender von Zieloni 2004. Er koordinierte dabei die Kampagnen „Grüne Wirtschaft“ und „Grünes Europa“.
Szwed war Aktivist für die Verteidigung des Rospuda-Tals. Er schrieb einen offenen Brief an den damaligen Ministerpräsidenten Jarosław Kaczyński, in dem er Argumente für den Bau der Via Baltica außerhalb der Rospuda-Sümpfe auflistete. In einem anderen offenen Brief an Donald Tusk stellte er zehn Forderungen an die Bürgerplattform-Bauernpartei-Koalition und unterstützte Maciej Nowicki, der kurz darauf als Minister für die Umwelt berufen wurde.
Im Wahlbündnis Zieloni 2004-Sozialdemokratie Polens-Partia Demokratyczna war er in den Parlamentswahlen in Polen 2005 Kandidat für den ersten Listenplatz der Sozialdemokratie Polens des 35. Bezirks. Im Februar 2009 war Szwed Mitinitiator der Koalition von Sozialdemokratie Polens, Partia Demokratyczna und Zieloni 2004 – „Die Vereinbarung für die Zukunft“. Auf der Liste der „Vereinbarung für die Zukunft – Mitte-links“ kandidierte er 2009 in der Region Pommern für das Europäische Parlament. Er kam im Ranking Newsweek Polska unter die 39 besten Kandidat(inn)en für das Europäische Parlament. Als einziger Kandidat unter den 99 Personen der Region Pommern erhielt er die Unterstützung von Partia Kobiet (dt. Frauen-Partei). In den Wahlen holte er 1758 Stimmen (39,37 % der ganzen Liste in diesem Wahlkreis). Das Komitee von VfZ-Mitte-links bekam in Polen 2,44 % der Stimmen und scheiterte an der Fünf-Prozent-Hürde.
Szwed tritt ein für den Schutz der Konsumenten vor Monopolen, die Steigerung der Energieeffizienz und die Entwicklung erneuerbarer Energien. Er ist gegen den Bau von Atomkraftwerken – zusammen mit Krzysztof Żmijewski hat er beispielsweise einen Vorschlag eingebracht, 20 Millionen Glühbirnen gegen Energiesparlampen auszuwechseln. Dies sei hundert Mal billiger als der Bau eines Atomkraftwerkes. Szwed ist Anhänger des Egalitarismus, er kämpft für eine Politik der Gleichberechtigung und die Rechte nationaler Minderheiten. Als Feminist nimmt er an feministischen Demonstrationen teil und war 2010 Teilnehmer am Kongress der polnischen Frauen, wo er ein Panel zum Thema ‚Frauen und nachhaltige Entwicklung‘ mitorganisierte. Mit dem Zentrum der Frauenrechte kämpft er gegen Gewalt vor allem gegen Frauen. Szwed ist Aktivist der Anti-Kriegs-Bewegung und gegen die Globalisierung. Er tritt ein für die Wissensgesellschaft, umweltfreundliche Technologien, freie Kultur und freie Software. Er befürwortet die Trennung von Staat und Kirche und wirbt für die weltanschauliche Neutralität des Staates.

## Publikationen
Dariusz Szwed ist Autor, Ko-Autor und Herausgeber mehrerer Bücher und Publikationen über nachhaltige Entwicklung, u. a.:
- Zielony Nowy Ład w Polsce. (Redakteur, englische Herausgebung: The Green New Deal in Poland), Green European Foundation/Zielony Instytut/Heinrich-Böll-Stiftung, Brüssel 2010
- Zrównoważony Rozwój Metropolii Silesia. (Co-Autor), Fundacja Przestrzenie Dialogu, Danzig 2010, ISBN 978-83-930412-0-6
- Polski odcień zieleni. Zielone idee i siły polityczne w Polsce. Heinrich-Böll-Stiftung, Warschau Dezember 2008, ISBN 978-83-61340-00-3
- Green Identity in a Changing Europe. Heinrich Böll Foundation EU Regional Office Brussels, November 2008
- Agriculture at a Crossroads. Volume IV: North America and Europe. International Assessment of Agricultural Knowledge, Science, and Technology. Island Press, Washington, D.C. 2008, ISBN 978-1-59726-548-5
- Zielone Miasto Nowej Generacji. (Ko-Autor, englische Herausgebung: The Green City of the New Generation), Europäische Grüne Partei, Brüssel 2007, ISBN 978-83-87605-91-9.
- Energia jądrowa – Mit i rzeczywistość. (Redakteur der polnischen Herausgebung: „Nuclear energy – myth and reality“), /Heinrich-Böll-Stiftung, Warschau 2006, ISBN 83-85787-45-3
- Food safety in European Union's agricultural and consumer policies in the New Member States. IUCN – Office for Central Europe, Warschau 2005
- Jak ubiegać się o udostępnienie informacji o środowisku?: przewodnik dla organizacji pozarządowych. Polska Zielona Sieć, Warschau 2002, ISBN 83-915390-1-6
- Udział społeczeństwa w postępowaniu w sprawie oceny oddziaływania na środowisko. Ministerium für die Umwelt, Warschau 2002, ISBN 83-85787-35-6
- Dostęp do informacji o środowisku. Ministerium für die Umwelt, Warschau 2002, ISBN 83-85787-34-8
- Zalecane kierunki zmian wzorców konsumpcji i modeli produkcji sprzyjające strategii trwałego, zrównoważonego rozwoju. Ministerium für die Wirtschaft, Warschau 2000
- Model współpracy pomiędzy Ministerstwem Ochrony Środowiska, Zasobów Naturalnych i Leśnictwa a pozarządowymi organizacjami ekologicznymi. (Zusammenarbeit), Breslau 1997
- Trade Liberalization – an Environmental Problem. referat zaprezentowany podczas publicznego sympozjum: Trade, Environment and Sustainable Development, GATT, Genef, 10.–11. Juni 1994